# Propaganda na Kitajskem
Propaganda na Kitajskem se nanaša na uporabo propagande s strani Kitajske komunistične partije (KPK) ali (zgodovinsko) Kuomintanga (KMT) za spodbujanje domačega in mednarodnega mnenja v prid svoji politiki. Doma to vključuje cenzuro prepovedanih stališč in aktivno promocijo stališč, ki favorizirajo vlado. Propaganda je osrednjega pomena za delovanje vlade KPK. Izraz xuanchuan (kitajsko: 宣傳 "propaganda; oglaševanje") ima lahko nevtralno konotacijo v uradnih vladnih kontekstih ali pejorativno konotacijo v neformalnih kontekstih. Nekatere kolokacije xuanchuan se običajno nanašajo na "propagando" (npr. Xuānchuánzhàn 宣传 战 "propagandna vojna"), druge na "publiciteto" (xuānchuán méijiè 宣傳 媒介 "sredstva javnega obveščanja"), spet druge pa so dvoumne (xuānchuányuán 宣传员 "propagandist; publicist").
Vidike propagande lahko zasledimo že v najzgodnejših obdobjih kitajske zgodovine, vendar je bila propaganda najučinkovitejša v dvajsetem in enaindvajsetem stoletju zaradi množičnih medijev in avtoritarne vlade. Najzgodnejše kitajsko propagandno orodje je bilo tudi pomembno orodje za legitimiranje vlade Republike Kitajske pod nadzorom Kuomintanga, ki se je umaknila s celinske Kitajske na Tajvan leta 1949. Odkar je KPK prevzela oblast na Kitajskem, je propaganda v obdobju Mao znana po svoji nenehni uporabi kampanje za legitimiranje države in politike voditeljev. KPK je prvič uspešno uporabila sodobne tehnike množične propagande in jih prilagodila potrebam države, ki je imela pretežno podeželsko in nepismeno prebivalstvo.
Danes je propaganda na Kitajskem ponavadi povezana z gojenjem gospodarstva in kitajskim nacionalizmom.